# Peter Rademacher
Thomas Peter "Pete" Rademacher, född 20 november 1928 i Tieton i Washington, död 4 juni 2020 i Sandusky, Ohio, var en amerikansk boxare.
Rademacher blev olympisk mästare i tungvikt i boxning vid sommarspelen 1956 i Melbourne.